# Zverinac (naselje)
Zverinac je zaselek na istoimenskem otoku v Severni Dalmaciji (Hrvaška), ki upravno spada pod občino Sali Zadrske županije.

## Geografija
Zaselek leži na obali zaliva Zverinac. V dnu zaliva, okoli katerega se razprostirajo hiše je manjši pristan z dvema pomoloma. Na daljšem, okoli 30 m dolgem pomolu stoji svetilnik, ki oddaja svetlobni signal: Z Bl(2) 5s. Na tem pomolu, pri katerem je globina morja do 2,5 m, pristajata trajekt in katamaran, ki povezujeta kraj z Zadrom in z ostalimi sosednjimi otoki. Pri krajšem, okoli 15 m dolgem pomolu, pa je globina morja 2 m.

## Prebivalstvo
V zaselku stalno živi 58 prebivalcev (popis 2001).
| Pregled števila prebivalcev po letih | Pregled števila prebivalcev po letih | Pregled števila prebivalcev po letih | Pregled števila prebivalcev po letih | Pregled števila prebivalcev po letih | Pregled števila prebivalcev po letih | Pregled števila prebivalcev po letih | Pregled števila prebivalcev po letih | Pregled števila prebivalcev po letih | Pregled števila prebivalcev po letih | Pregled števila prebivalcev po letih | Pregled števila prebivalcev po letih | Pregled števila prebivalcev po letih | Pregled števila prebivalcev po letih | Pregled števila prebivalcev po letih |
| ------------------------------------ | ------------------------------------ | ------------------------------------ | ------------------------------------ | ------------------------------------ | ------------------------------------ | ------------------------------------ | ------------------------------------ | ------------------------------------ | ------------------------------------ | ------------------------------------ | ------------------------------------ | ------------------------------------ | ------------------------------------ | ------------------------------------ |
| 1857                                 | 1869                                 | 1880                                 | 1890                                 | 1900                                 | 1910                                 | 1921                                 | 1931                                 | 1948                                 | 1953                                 | 1961                                 | 1971                                 | 1981                                 | 1991                                 | 2001                                 |
| 67                                   | 0                                    | 96                                   | 104                                  | 107                                  | 123                                  | 187                                  | 118                                  | 158                                  | 161                                  | 153                                  | 146                                  | 96                                   | 59                                   | 48                                   |

## Gospodarstvo
Poleg turizma se prebivalci ukvarjajo še z ribolovom, pridelavo oljk, fig in vinogradništvom. V kraju, kjer je trgovina in restavracija je možen najem turističnih sob in apartmajev.

## Zgodovina
Kraj se v starih listinah pod imenom Surian prvič omenja leta 1421.